# 梅丽特克塞尔·费雷
梅丽特克塞尔·费雷·加塞特（西班牙語：Meritxell Ferré Gaset，2006年11月10日—），西班牙女子花样游泳运动员，2024年欧洲游泳锦标赛集体技术自选金牌得主、2024年夏季奥林匹克运动会集体铜牌得主。